# Kanton Limoges-Landouge
Kanton Limoges-Landouge (francouzsky Canton de Limoges-Landouge) je francouzský kanton v departementu Haute-Vienne v regionu Limousin. Tvoří ho pouze část města Limoges.